# Münstereifeler Wald
Koordinaten: 50° 32′ 20″ N, 6° 49′ 23″ O
Der Münstereifeler Wald ist eine waldreiche Landschaft im Nordteil der Eifel in Nordrhein-Westfalen (Deutschland). Im Süden grenzt er an Rheinland-Pfalz. Er ist 237 km² groß und zwischen 200 und 500 m ü. NHN hoch.

## Geographie
Die Berg- und Waldlandschaft des Münstereifeler Walds befindet sich im Kreis Euskirchen rund um die Stadt Bad Münstereifel. Ihr Gebiet grenzt im Westen an die Kalkeifel, im Süden und Osten an das Ahrgebirge und im Norden an die Zülpicher Börde, womit sie den Übergang zwischen Eifel und der Niederrheinischen Bucht bildet.
Zu den Bergen des Münstereifeler Walds gehören
- Michelsberg (586,1 m ü. NHN ⊙),
- Knippberg (537,3 m ü. NHN ⊙),
- Langer Kopf (530,6 m ü. NHN ⊙),
- Fanisberg (508 m ü. NHN ⊙),
- Bollscheider Kopf (474,3 m ü. NHN ⊙),
- Hirnberg (456,4 m ü. NHN ⊙),
- Stockert (433,9 m ü. NHN ⊙), auf dem das „Radioteleskop Astropeiler Stockert“ steht,
- Hähnchen (428,7 m ü. NHN ⊙).

## Landschaftsbild
Das Gebiet des Münstereifeler Walds ist geprägt von ausgedehnten Buchenwäldern, verfügt aber auch über Eichen- und Fichtenbestände. 7,2 % der Gesamtfläche sind FFH-Schutzgebiet mit naturnahen Hainsimsen- und Waldmeister-Buchenwald. Weitere 1,2 % sind als Naturschutzgebiet ausgewiesen. Zahlreiche naturnahe Fließ- und Stillgewässer sind im Münstereifeler Wald vorzufinden, darunter der Eschweiler Bach, der ein westlicher Zufluss der Erft ist.
Im Münstereifeler Wald sind auch seltene Tierarten anzutreffen, die große Waldgebiete benötigen wie die Bechsteinfledermaus und die Wildkatze. Außerdem bietet der Wald Lebensraum für Grauspecht, Schwarzspecht, Rotmilan, Eisvogel und Großes Mausohr.

## Naturräumliche Zuordnung
Im Handbuch der naturräumlichen Gliederung Deutschlands bildet der Münstereifeler Wald in der Haupteinheitengruppe 27 Osteifel und in der Haupteinheit 274 Nordöstlicher Eifelrand die Untereinheit 274.1.